# Mittelpunkte Deutschlands

Erster geografischer Mittelpunkt Deutschlands nach 1990

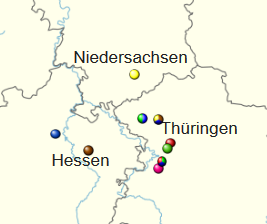
Lagevergleich der Mittelpunktsberechnungen

Als Mittelpunkt Deutschlands wird ein Ort bezeichnet, der in der Mitte Deutschlands liegt.
Auf der Grundlage verschiedener, je auf ihre Weise berechtigter, wissenschaftlicher Berechnungsmethoden sind verschiedene Mittelpunkte Deutschlands bestimmt worden.
Eine der möglichen Definitionen berechnet beispielsweise den Schwerpunkt eines zweidimensionalen Landkartenmodells. Die errechneten Ergebnisse führen zu Punkten, die in ihrer Mehrzahl im westlichen Thüringen, z. T. aber auch im südöstlichen Niedersachsen oder im östlichen Hessen im Städtedreieck Kassel-Erfurt-Göttingen liegen.
Der Mittelpunkt Deutschlands verschob sich mit den Grenzveränderungen des Versailler Vertrags 1918, mit dem Verlust der Ostgebiete 1945, mit dem Anschluss des Saarlandes an die Bundesrepublik 1957 sowie mit der deutschen Wiedervereinigung im Jahr 1990.
Da die Mittelpunkte Deutschlands öffentlich interessant sind, wird durch Markierungen und touristische Infrastruktur darauf hingewiesen.

## Berechnungsmethoden
| \| \| |
|       |

|  |

| \| \| |
|       |

|  |

| \| \| |
|       |

|  |

| \| \| |
|       |

|  |

| \| \| |
|       |

|  |

| \| \| |
|       |

|  |

### Problematik
Ein Staat wie Deutschland ist relativ übersichtlich, dennoch ergeben sich bei der Mittelpunktsberechnung Probleme:
- Festlegung der Staatsgrenze
  - In der Regel ergibt sich das durch Abkommen mit den Nachbarländern und einvernehmlich festgelegtem Grenzverlauf, der durch Grenzsteine sichtbar ist.
  - Im Obersee des Bodensees gibt es keine fixierte Grenzlinie. Hieraus könnten sich Abweichungen ergeben. Hilfsweise wird die Seemitte bei Berechnungen angesetzt.
  - Die zu Deutschland gehörenden Inseln sind Staatsgebiet, aber gehören nicht zum Festland. Halbinseln werden dem Festland zugerechnet und mit dem Festland über Brücken oder Dämme verbundene Inseln wie Usedom, Rügen, Fehmarn, Sylt, Nordstrand, auch einige Halligen, werden mitunter wie Halbinseln berechnet.
  - Die übrigen deutschen Inseln in der Ostsee und Nordsee (Nordfriesische und Ostfriesische Inseln, Helgoland) werden entweder im Rahmen der Küstengewässer (Zwölfmeilenzone) oder nach anderen mathematischen Verfahren einbezogen.
- Die Kartendarstellung birgt Probleme. Die meist verwendete Mercator-Projektion verzerrt den Globus im Interesse der Winkeltreue. Dabei werden Breitenkreise und Meridiane zu Geraden. Flächen werden durch die Projektion auf die nun parallelen Meridiane in Ost-West-Richtung gedehnt, je weiter im Norden, desto mehr. Wenn man eine typische Mercator-Landkarte an den Grenzen ausschneidet um den Mittelpunkt auszubalancieren, hat der Norden ein deutliches Übergewicht, das den Mittelpunkt nach Norden verschiebt.
  - Der Abstand zwischen zwei Längengraden beträgt auf dem nördlichsten Breitengrad Deutschlands ca. 64 km, auf dem südlichsten Breitengrad dagegen ca. 76 km, mithin ergibt sich ein Unterschied von 12 km pro Längengrad. Der Abstand zwischen zwei Breitengraden beträgt konstant 111 Kilometer.
  - Geeignet sind allenfalls Karten mit längentreuer Kegelprojektion, die jedoch nicht handelsüblich sind. Hier könnte man sich mit einem Ausschnitt aus dem Globus behelfen.
- Bedeutung einzelner Punkte an der Landesgrenze statt der Fläche
  - Die Heranziehung des Mittelwerts der nördlichsten und südlichsten sowie der östlichsten und westlichsten Punkte ergibt zwar einen einfach zu berechnenden Mittelwert, aber eine Überbewertung von „herausragenden“ Punkten wie der Nordspitze von Sylt und des Landstreifen in Schleswig-Holstein. Es ist so gesehen kein Mittelpunkt der Landesfläche, sondern eine Mittelung der Extrempunkte. Würde man ein Rechteck nicht Süd-Nord/Ost-West-ausgerichtet, sondern in einem anderen Drehwinkel um die (als Ebene gedachte) Landesfläche anpassen, beispielsweise den nordwestlichsten und den südöstlichsten Punkt sowie den nordöstlichsten und den südwestlichsten Punkt mitteln, ergäben sich andere Ergebnisse. Die Verwendung der Extreme der Nord- bzw. Südkoordinaten ist nicht repräsentativ für das ganze Land. Beispielsweise hätte eine größere Meeresbucht an Stelle der schmaleren Elbmündung keinen Einfluss auf den nach den Extrempunkten ermittelten Mittelpunkt.
  - Erst recht problematisch ist die zusätzliche Verwendung der West-Koordinate des nördlichsten Punktes usw. bei Angabe eines Mittelpunktes an der Schnittlinie der vier Extrempunkte (nicht Extremwerte) je einer Richtungskoordinate. Läge z. B. der südlichste Punkt Deutschlands nicht bei Oberstdorf etwa in der Mitte der Ost-West-Erstreckung der südlichen Landesgrenze, sondern gäbe es einen etwas südlicheren Punkt bei Berchtesgaden bzw. nahe bei Basel, so würde der so ermittelte „Mittelpunkt“ um rund hundert Kilometer nach Osten bzw. Westen springen.
  - Die Heranziehung von Punkten an der Landesgrenze führt zu einer stärkeren Gewichtung von Gebieten mit stärker gefalteter Landesgrenze, beispielsweise rund um Berchtesgaden, während geradlinigere Abschnitte niedrig gewichtet werden, wie beispielsweise die Rheingrenze zu Frankreich. Es ist insoweit ein Mittelpunkt der Landesgrenze, nicht aber der Landesfläche. Stellt man sich beispielsweise vor, das Gebiet um Schaffhausen gehöre bis an eine begradigte Rheingrenze zu Deutschland, gingen dort längere Grenzabschnitte zur Schweiz verloren und der „Mittelpunkt der Grenzen“ würde nach Norden wandern; der Intuition entspricht aber eine Verschiebung des Mittelpunkts nach Süden, wenn im Süden Gebiet hinzukäme.
- Bei Heranziehung eines Flächenschwerpunktes – ggf. der Projektion in der Ebene – erhalten weiter entfernt gelegene Landesteile ein stärkeres „Gewicht“ (durch den größeren „Hebelarm“) – der sich ergebende Punkt hat jedenfalls nicht die Eigenschaft, dass sich je die halbe Landesfläche nördlich und südlich des Punktes sowie östlich und westlich davon befinden.

## Mittelpunkte der Bundesländer
| Region                 | Mittelpunkt                                                                                       | Geokoordinate                                                        | Berechnungsmethode | Foto                                                                   |
| ---------------------- | ------------------------------------------------------------------------------------------------- | -------------------------------------------------------------------- | --- | ---------------------------------------------------------------------- |
| Baden-Württemberg      | Tübingen, Elysium                                                                                 | 48° 32′ 16″ N, 9° 2′ 28″ O                                           | Schwerpunkt (bei zentrierter Bodenseeufer-Grenzlinie) |                                                                        |
| Baden-Württemberg      | Böblingen, an der Tübinger Straße von Böblingen nach Holzgerlingen                                | 48° 39′ 43″ N, 9° 0′ 14″ O                                           | Mittelwerte der Koordinaten des nördlichsten und südlichsten sowie des östlichsten und westlichsten Punktes im Bezugssystem WGS84.                                                                           |                                                                        |
| Bayern                 | Landkreis Eichstätt, Kipfenberg                                                                   | 48° 56′ 47″ N, 11° 24′ 15″ O                                         | Schwerpunkt |                                                                        |
| Berlin                 | Friedrichshain-Kreuzberg Kreuzberg, nahe Alexandrinenstraße 15                                    | 52° 30′ 10,4″ N, 13° 24′ 15,1″ O                                     | Schwerpunkt |                                                                        |
| Brandenburg            | Berlin-Tempelhof                                                                                  | 52° 28′ N, 13° 23′ O (grobe Koordinaten, genauere Angabe ausstehend) | Schwerpunkt | Bild gesucht BW                                                        |
| Brandenburg            | Berlin-Reinickendorf                                                                              | 52° 34′ N, 13° 20′ O (grobe Koordinaten, genauere Angabe ausstehend) | Mittelpunkt nach der 2-Lot-Methode | Bild gesucht BW                                                        |
| Brandenburg            | Nordufer des Fahrlander Sees, Potsdam-Fahrland                                                    | 52° 27′ 32,5″ N, 13° 0′ 57″ O                                        | Mittelpunkt, ermittelt nach der Methode: Halbierung der Entfernungen zwischen nördlichstem, südlichstem sowie westlichstem und östlichstem Punkt der Landesgrenze parallel zu den Längen- und Breitenkreisen |                                                                        |
| Bremen                 | Hagen im Bremischen, Landkreis Cuxhaven, Niedersachsen                                            | 53° 19′ N, 8° 43′ O                                                  | Geschätzt | Bild gesucht BW                                                        |
| Hamburg                | Stadtteil Uhlenhorst, Hamburg-Uhlenhorst                                                          | 53° 34′ 8″ N, 10° 1′ 44″ O                                           | Mittelwerte der äußersten Landesgrenzpunkte | Bild gesucht BW                                                        |
| Hessen                 | Mücke-Flensungen, Vogelsbergkreis                                                                 | 50° 36′ 29″ N, 9° 1′ 42,5″ O 50° 36′ 3″ N, 9° 1′ 36,7″ O             | Mittelpunkt von Hessen ermessen vom Hessischen Rundfunk, Studio Kassel, aus dem Jahr 1983. Der neue Punkt liegt etwa 800 m südlich und ist unmarkiert.                                                       | Commons : Mittelpunkt Hessen (Mücke-Flensungen) – Sammlung von Bildern |
| Mecklenburg-Vorpommern | Landkreis Rostock, Teterow                                                                        | 53° 46′ 24,6″ N, 12° 34′ 32″ O                                       | Nach Berechnung festgelegt |                                                                        |
| Niedersachsen          | Landkreis Nienburg/Weser, Hoyerhagen                                                              | 52° 50′ 23,4″ N, 9° 4′ 33,7″ O                                       | [ Anmerkung 10 ] |                                                                        |
| Nordrhein-Westfalen    | Dortmund, Aplerbecker Mark                                                                        | 51° 28′ 42″ N, 7° 33′ 18″ O                                          | [ Anmerkung 11 ] |                                                                        |
| Rheinland-Pfalz        | Rhein-Hunsrück-Kreis, Bärenbach (Hunsrück)                                                        | 49° 57′ 18,5″ N, 7° 18′ 37,5″ O                                      | → Hauptartikel : Mittelpunkt von Rheinland-Pfalz |                                                                        |
| Saarland               | Landkreis Neunkirchen, Eppelborn                                                                  | 49° 23′ 3″ N, 6° 57′ 13″ O                                           | Geometrischer Mittelpunkt (Schwerpunkt) des Saarlandes | Bild gesucht BW                                                        |
| Saarland               | Falscheid, Lebach, Landkreis Saarlouis                                                            | 49° 22′ 37″ N, 6° 52′ 42″ O                                          | Geographischer Mittelpunkt des Saarlandes |                                                                        |
| Sachsen                | Landkreis Sächsische Schweiz-Osterzgebirge, Kurort Hartha, Gemarkung Grillenburg, Tharandter Wald | 50° 55′ 46,1″ N, 13° 27′ 30″ O                                       | Geografischer Mittelpunkt von Sachsen |                                                                        |
| Sachsen                | Obereula, Gemarkung Deutschenbora, Nossen, Landkreis Meißen                                       | 51° 3′ 10,6″ N, 13° 20′ 41,8″ O                                      | Physikalischer Schwerpunkt von Sachsen |                                                                        |
| Sachsen-Anhalt         | Schönebeck (Elbe), Salzlandkreis                                                                  | 52° 0′ 32,6″ N, 11° 42′ 9,6″ O                                       | Physikalischer Schwerpunkt von Sachsen-Anhalt | Bild gesucht BW                                                        |
| Sachsen-Anhalt         | Tornitz, Salzlandkreis                                                                            | 51° 55′ 28,2″ N, 11° 50′ 9,1″ O                                      | Nach der Nadelmethode ermittelt von Michael Moll |                                                                        |
| Schleswig-Holstein     | Kreis Rendsburg-Eckernförde, Nortorf                                                              | 54° 11′ 8″ N, 9° 49′ 20″ O                                           | Geographischer Mittelpunkt, Einteilung des Bundeslandes in über 30.000 planerische Dreiecke durch das Landesvermessungsamt                                                                                   |                                                                        |
| Thüringen              | Ilm-Kreis, Rockhausen                                                                             | 50° 54′ 12″ N, 11° 1′ 35″ O                                          | Schnittpunkt der Diagonalen eines gedachten Rechteckes um Thüringen. |                                                                        |

### Übersichtskarte
| Schleswig-Holstein |

| Kiel |

| Rheinland-Pfalz |

| Mainz |

| Nordrhein-Westfalen |

| Düsseldorf |

| Mecklenburg-Vorpommern |

| Schwerin |

|  |

| Bremen |

|  |

| Niedersachsen |

| Hannover |

| Thüringen |

| Erfurt |

| Hamburg |

|  |

| Hessen |

| Wiesbaden |

| Bayern |

| München |

| Berlin |

|  |

|  |

| Saarland |

| Saarbrücken |

|  |

| Sachsen |

| Dresden |

| Sachsen-Anhalt |

| Magdeburg |

| Brandenburg |

| Potsdam |

| Baden-Württemberg |

|  |

| Stuttgart |

| Mittelpunkte Deutschlands |

|  |

|  |

|  |

|  |

|  |

|  |

|  |

|  |

## Historische Mittelpunkte

### Deutsches Reich (1871–1920)

#### Spremberg

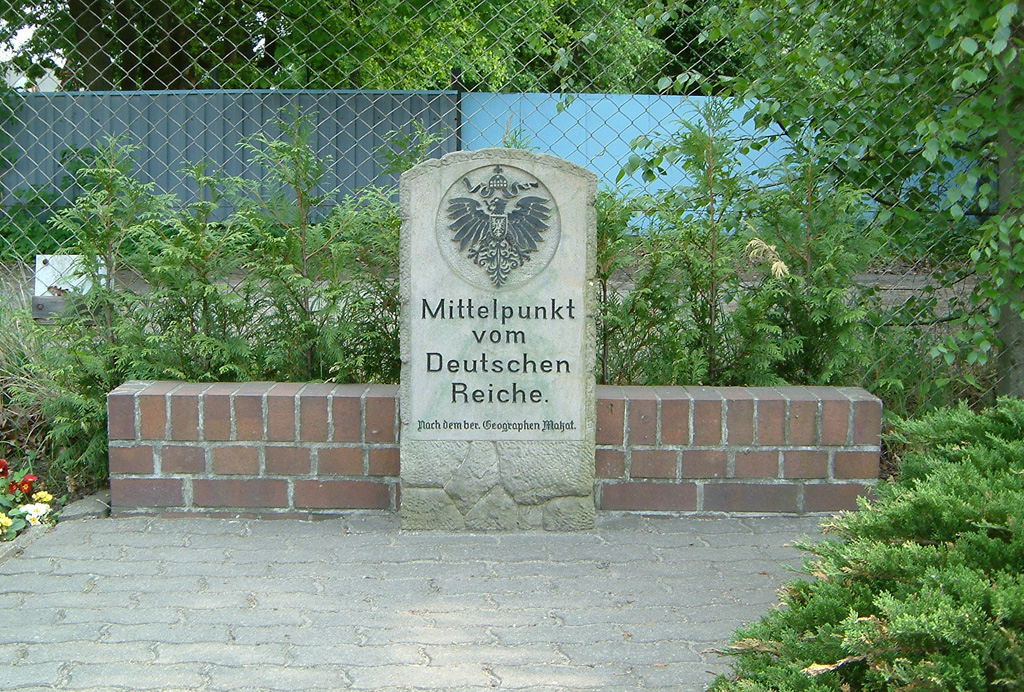
Mittelpunkt des Deutschen Reiches von 1871 bis 1920 in Spremberg/Niederlausitz

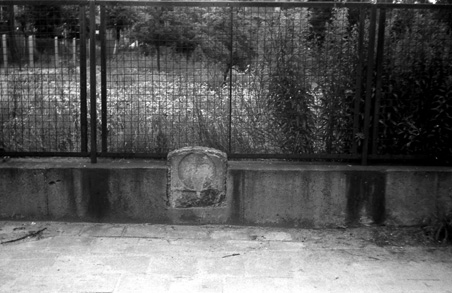
Zerstörter Original-Mittelpunktstein

Auch zu Zeiten des Deutschen Reiches wurde ein Mittelpunkt bestimmt. So war Spremberg zwischen 1871 und 1920 der geografische Mittelpunkt des Deutschen Reiches. Darauf weist ein erneuerter Gedenkstein hin, der sich nur wenige Meter entfernt vom Originalstandort befindet.
Als Grundlage der Berechnung wurden die Mittelwerte der am weitesten nördlich, südlich, östlich und westlich gelegenen Orte des damaligen Deutschen Reiches festgestellt. Das Ergebnis der Berechnungen wurde im Jahresbericht der höheren Lehranstalten des Jahres 1872 veröffentlicht.
Dort hieß es:

„Zum Schluß dieser letzten Erörterungen, die gerade die Heimatkunde betrifft, möge hier noch ein Notiz Platz finden, die für die Bewohner unser guten Stadt Spremberg von einigem Interesse sein wird. –

Der nördlichste Punkt des neu entstandenen Deutschen Reiches liegt bei dem Dorfe Nimmersatt nördlich von Memel, 55 Grad 52 Minuten 56 Sekunden nördlicher Breite; der südlichste am Ursprung der Stillach, eines Quellflusses der Iller in den Allgäuer Alpen, 47 Grad 15 Minuten 48 Sekunden nördlicher Breite. Das Mittel hieraus ist 51 Grad 34 Minuten 22 Sekunden. Der östlichste Punkt liegt bei dem Dorfe Schilleningken unweit Schirwindt an der Scheschuppe, 40 Grad 32 Minuten 25 Sekunden östlicher Länge von Ferro; der westlichste beim Dorfe Isenbruch, vier Kilometer von der Maas, 23 Grad 31 Minuten 50 Sekunden östlicher Länge von Ferro. Das Mittel hieraus ist 32 Grad 2 Minuten 7,5 Sekunden.

Der geographische Mittelpunkt des Deutschen Reiches ist also der Punkt, welcher unter 51 Grad 34 Minuten 22 Sekunden nördlicher Breite und 32 Grad 2 Minuten 7,5 Sekunden östlicher Länge liegt.
Der geographische Mittelpunkt des Deutschen Reiches ist also der Punkt, welcher unter 51° 34′ 19,5″ N, 14° 22′ 16,2″ O liegt. Dieser Punkt aber ist gelegen auf dem Territorium der Stadt Spremberg. Man gelangt zu ihm (nach Messung auf der Generalstabskarte), wenn man von der Dresdener Straße ziemlich genau 500 Schritt (und zwei Fuß) die Gartenstraße und den sie fortsetzenden Weg hinabgeht.“

Im Juli 1914 erging eine Verfügung des Chefs der Preußischen Landesaufnahme, v. Bertrab, dass der Mittelpunkt des Deutschen Reiches auf das Messtischblatt 2547, also die Gemarkung Spremberg fiel.
1946 wurde die Inschrift des Steines auf Anordnung des damaligen Landrates, der den Befehl Nr. 30 des Alliierten Kontrollrates buchstabengetreu umsetzte, zerstört. Ein Reichsadler und der Umstand, dass Deutschland zuvor in den Grenzen vom 31. Dezember 1937 erheblich weiter nach Osten reichte, passten nicht mehr in die Zeit.
Der Originalstein wurde im März 1988 im Zuge der Vorbereitung von Straßenbauarbeiten geborgen und ist im Heimatmuseum in Spremberg ausgestellt. Laut Auskunft des damaligen Kreisdenkmalpflegers war der Stein durch das Entfernen der Schrift und durch das Einsetzen in eine Betonmauer nach 1946 so stark zerstört, dass eine Wiederherstellung nicht möglich war.
Am 19. Januar 1991 wurde nur wenige Meter vom Originalstandort entfernt eine Kopie des Steines aufgestellt.
Die Berechnungen zum Reichsmittelpunkt gingen auf den Geographen Heinrich Matzat zurück, einem Oberlehrer am Spremberger Realgymnasium. Zufällig liegt die Lehranstalt fast neben der ermittelten Position, also in der Mitte des Kaiserreiches. Das ergab sich aus einigen Ungenauigkeiten bei der Berechnung:
- Die Methode, ein Zentrum aus der Mittellinie zwischen den äußeren Längen- und Breitengraden und deren Kreuzungspunkt festzulegen, ist sehr umstritten, wie man auf der Kartendarstellung erkennen kann.
- Die Angaben der Grenzpunkte sind ungenau und weichen teilweise erheblich von der festgelegten Reichsgrenze ab.
  - Im Norden liegt der angegebene Meridian zwar im Ort Nimmersatt, aber ca. 1,3 km südlich der Reichsgrenze.[11]
  - Bei der Ostgrenze, die der Fluss Scheschuppe bildet beträgt die Abweichung ca. 750 m nach Westen und trifft wenigstens den Kern des Grenzortes Schilleningken (Ostdorf)[12]
  - Im Süden sind die Orts- und Positionsangaben sehr frei ausgelegt: Der Ursprung der Stillach ist rund 17 km entfernt, somit 6 km nördlich. Die angegebene Position liegt schon in Tirol am Krumbach, fast schon Vorarlberg und ca. 750 m zu südlich.[13]
  - Im Westen wurde die Position einigermaßen genau angegeben. Sie weicht nur 1,5 km nach Südosten bzw. 950 m nach Westen ab,[14] was die Abweichung an der Ostgrenze fast ausgleicht. Bei der Mittellinie ergibt sich somit eine Differenz von nur 100 m.
- Bei Berücksichtigung der exakten Grenzpositionen, ermittelt aus Landkarten und Unterlagen der damaligen Zeit, würde die Berechnung eine Position von 51° 34′ 55,9″ N, 14° 22′ 35″ O ergeben. Das ist noch im Bereich von Spremberg, liegt aber 1150 m vom ausgewiesenen Punkt beim Gymnasium entfernt im Wald.

#### Krina
1918 wurde ein neuer Reichsmittelpunkt berechnet und veröffentlicht. Eine unauffällige Gedenktafel auf einem Feldstein in der Ortsmitte („Horns Berg“ 51° 39′ 19″ N, 12° 29′ 12″ O) von Krina, Sachsen-Anhalt, weist darauf hin, dass Krina einmal Mittelpunkt des Deutschen Kaiserreiches war.
Nach der Wende stellte man im Ortszentrum einen Feldstein mit einer Tafel auf, die den Ort als „Mittelpunkt im Großdeutschen Reich 1900“ auswies. Dieses fehlerhafte Schild wurde 2017 gestohlen und inzwischen durch ein korrektes Schild ersetzt.

### Während der deutschen Teilung (1949–1990)
| BRD Rennerod |

| Herbstein BRD |

| Verlorenwasser DDR |

Als Mittelpunkte der alten Bundesrepublik Deutschland galten v. a. die zur Gemeinde Rennerod im Westerwald gehörende Basaltformation „Butterweck“ (ermittelt 1978) und Herbstein (Vogelsbergkreis in Hessen).
Der Mittelpunkt der DDR lag bei der Stadt Belzig (DDR-Bezirk Potsdam) zwischen Verlorenwasser und Weitzgrund im Fläming.
- Anmerkungen

1. ↑  Butterweck (zu Rennerod), als Mittelpunkt der alten BRD ausgewiesen seit 1978 auf rennerod.de
2. ↑  Direkt an der B275 zwischen Herbstein und dem Ortsteil Altenschlirf befindet sich ein großer Basaltblock mit einer entsprechenden Tafelinschrift. Der vermessene Mittelpunkt (50° 32′ 18″ N, 9° 21′ 41″ O) befindet sich etwa 120 m nordöstlich auf dem Feld.
3. ↑  Im April 1974 wurde der Massenmittelpunkt mit den Koordinaten 52° 12′ N, 12° 31′ O an der TU Dresden errechnet und in der 12. Folge der Fernsehsendereihe Außenseiter-Spitzenreiter publik gemacht. Da sich der festgestellte Punkt auf dem Truppenübungsplatz II des DDR-Innenministeriums (Volkspolizei bzw. Stasi) befand, hat man einen entsprechend markierten Ort ca. 600 m südlich als Mittelpunkt ausgewiesen. 1976 wurde das Schild, das auf den Mittelpunkt der DDR hinwies, entfernt, da das Gelände zum Sperrgebiet des Truppenübungsplatzes gehörte. Lediglich die Straße zwischen Weitzgrund und Verlorenwasser durfte von Anwohnern benutzt werden. Das heutige Arrangement an Markierungen und Informationen entstand zu einer Zeit, in der die DDR nicht mehr existierte.
  - Der Mittelpunkt der DDR liegt tief im dunklen Wald, Berliner Morgenpost, 4. Juni 2010
  - Mittelpunkt der ehemaligen DDR, Die Weltenbummler, 31. Dezember 2012.